# 拓扑弦论
理论物理学中，拓扑弦论是弦论的一个版本，见于爱德华·威滕与卡姆朗·瓦法等人的论文，与威滕早期的拓扑量子场论思想相类。

## 概述
拓扑弦论有两种变体：拓扑A模型与拓扑B模型。拓扑弦论的计算结果一般编码了完整弦论中的所有全纯量，其值受时空超对称性保护。拓扑弦论中的各种计算与陈-西蒙斯理论、格罗莫夫–威滕不变量、镜像对称、几何朗兰兹纲领等很多主题。
拓扑弦论中的算子表示了完整弦论中保留一定超对称的算子的代数。拓扑弦论是由对普通弦论的世界面描述进行拓扑扭曲得到：算子被赋予不同的自旋。这操作完全类似于拓扑场论的构建，其是一个相关的概念。因此，拓扑弦论不存在局部自由度。

## 可容许时空
弦论的基本弦是2维曲面。每个曲面上都定义了量子场论，即N = (1,1) sigma模型。这理论由从面到超流形的映射组成。从物理上讲，超流形可视作时空，每个映射可视作弦在时空中的嵌入。
只有特殊的时空才能容纳拓扑弦。经典地讲，必须选择一个时空，使得理论尊重额外的超对称性，成为N = (2,2) sigma模型。如果时空是凯勒流形，且H-通量为零，则是一种特殊情形。广义凯勒流形可以有非平凡的H-通量。

### 拓扑扭曲
特殊背景上的普通弦从来都不是拓扑弦。要使其具有拓扑性，需要通过爱德华·威滕于1988年发明的拓扑扭曲来修改sigma模型。需要说明的是，这些理论有两个U(1)对称，即R-对称，洛伦兹对称也要通过结合转动与R-对称来修改。我们可以用两种R-对称中的任一种，产生两种不同的理论，即A模型与B模型。这扭曲之后，理论的作用是BRST精确的，因此理论没有动力学。相反，所有观测量都取决于构型的拓扑结构。这种理论称作拓扑理论。
经典上，这种过程总是可能的。
量子力学中，U(1)对称可能是微扰反常的，从而使扭曲成为不可能。例如，在H = 0的凯勒情形中，扭曲会使A模型的扭曲总是可能的，但只有时空的第一陈类为0，B-模型的扭曲才也是可能的，这意味着时空需要时卡拉比-丘流形。更一般的(2,2)理论有两种复结构，当配丛的第一陈类之和为0时，就存在B模型，而陈类之差为0时，就存在A模型。在凯勒情形中，两个复结构总是相同的，这就是为什么A模型总存在。
时空的维数没有限制，只是因为时空是广义凯勒的，所以时空维度必须是偶数。不过，除非时空的复维度为3，否则所有非球面世界面的相关函数都为0，因此复维度为3的时空是最有趣的。这对粒子物理现象学是幸运的，因为现象学模型通常使用在3复维空间上紧化的物理弦论。拓扑弦论不同于物理弦论，但它们中的某些超对称量是一致的。

## 对象

### A模型
拓扑A模型的目标空间是6实维的广义凯勒时空。在凯勒时空的情况下，理论描述了两个对象。有基本弦，包裹着两条实维全纯曲线。弦的散射的振幅只取决于时空的凯勒形式，而与复结构无关。经典上，这些相关函数由上同调环决定。量子力学的瞬子效应可以修正它们，并产生格罗莫夫–威滕不变量，它测量被称作量子上同调的变形上同调环中的上积。A模型闭弦的弦场论也称作凯勒引力，由Michael Bershadsky、Vladimir Sadov于《凯勒引力理论》（Theory of Kähler Gravity） （页面存档备份，存于）中提出。
此外，还有包裹着时空的拉格朗日子流形的D2膜，子流形的维度只有时空的一半，因此凯勒形式对子流形的拉回为0。N个D2膜的叠上的世界体理论是A模型开弦的弦场论，是U(N)陈-西蒙斯理论。
基本拓扑弦可能终于D2膜。弦的嵌入只取决于凯勒形式，膜的嵌入则完全取决于复结构。特别是，当弦终于膜时，交总是正交的，因为凯勒形式与全纯3-形式的楔积为0。在物理弦中，这是保持构型稳定的必要条件，但在这里，这是凯勒流形上拉格朗日量与全纯循环的属性。
除了拉格朗日子流形的一半维度之外，其他维度也可能存在余迷向膜。Anton Kapustin和Dmitri Orlov在一篇评论 （页面存档备份，存于）中首次指出这些膜的存在。

### B模型
B模型也包括基本弦，但其散射振幅完全取决于复结构，独立于凯勒结构。特别是，它们对世界面瞬子效应不敏感，于是通常可以精确计算。镜像对称将其与A模型振幅联系起来，从而可以计算格罗莫夫–威滕不变量。B模型闭弦的弦场论称作小平–斯宾塞引力理论，由Michael Bershadsky、Sergio Cecotti、大栗博司、卡姆朗·瓦法等人在《小平–斯宾塞引力理论与量子弦振幅的精确结果》（Kodaira–Spencer Theory of Gravity and Exact Results for Quantum String Amplitudes） （页面存档备份，存于）中提出。
B模型还包括D(-1)、D1、D3、D5膜，分别包裹全纯0、2、4、6-子流形。6-子流形是时空的一个连通部分。D5膜上的理论称作全纯陈-西蒙斯理论。拉格朗日密度是普通陈-西蒙斯理论与全纯(3, 0)-形式的楔积，存在于卡拉比-丘情形下。低维膜上理论的拉格朗日密度可通过降维，从全纯陈-西蒙斯理论中获得。

### 拓扑M理论
具备7维时空的拓扑M理论不是拓扑弦论，因为它不包含拓扑弦。然而人们猜想6-流形上的圆丛上的拓扑M理论等同于这6-流形上的拓扑A模型。
尤其是，A模型的D2膜提升（lift）为圆丛退化的点，或更确切地说，卡鲁扎-克莱因单极。在拓扑M理论中，A模型的基本弦提升为所谓M2膜。
一个备受关注的特例是具有{\displaystyle G_{2}}完整性的空间上的拓扑M理论与卡拉比-丘流形上的A模型。这时，M2膜包裹着结合3-循环。拓扑M理论猜想是在这种情形下提出的，奈杰尔·希钦在《六维与七维中的3-形式几何》（The Geometry of Three-Forms in Six and Seven Dimensions）与《稳定形式与特殊度量》（Stable Forms and Special Metrics）中提出的函数提供了候选的低能有效作用。
这些函数被称为“希钦泛函”，拓扑弦与希钦的广义复结构、希钦系统与ADHM构造等等思想密切相关。

## 可观测量

### 拓扑扭曲
2维世界面理论是N = (2,2) 超对称sigma模型，(2,2)超对称是说超对称代数中的费米子生成子（称作超电荷，supercharge）可以组装成单一的狄拉克旋量，其由每个手性的两个Majorana–Weyl旋量组成。这sigma模型被拓扑扭曲了，意味着超对称代数中出现的洛伦兹对称生成子将同时旋转物理时空，并通过其中一个R-对称作用旋转费米子方向。2维N = (2,2)场论的R-对称群是U(1) × U(1)，由两个不同因子扭转，分别产生A、B模型。拓扑弦论的拓扑扭曲构造由爱德华·威滕于1988年论文中提出。

### 相关子（correlator）取决于什么？
拓扑扭曲会导致拓扑理论，因为应力-能量张量可以写成超电荷与另一场的反交换子。由于应力-能量张量测量了作用量对度量张量的依赖性，意味着所有Q-不变算子的相关函数都与度量无关。从这个意义上说，该理论是拓扑的。
更广义地说，作用量中的任何D项，即可表为对所有超空间积分的任意项，都是超电荷的反交换子，于是不会影响拓扑可观测量。但更一般地说，B模型中，任何可写成对费米子{\displaystyle {\overline {\theta }}^{\pm }}的坐标积分的项都没有贡献，而A模型中，任何对{\displaystyle \theta ^{-}}或{\displaystyle {\overline {\theta }}^{+}}积分的项都没有贡献。这意味着，A模型的可观测量与超势能（superpotential）无关（因为它可写成对{\displaystyle {\overline {\theta }}^{\pm }}的积分），而全纯地依赖于扭曲超势能，对B模型反之亦然。

## 对偶性

### TST之间的对偶性
许多对偶性将上述理论联系起来。两镜像流形上的A、B模型通过镜像对称联系起来，这被描述为3-环面上的T对偶。同一流形上的A、B模型有人猜测通过S对偶联系在一起，意味着存在几个新的膜，同NS5膜类比称作NS膜，包裹着与相反理论中的原膜相同的循环。此外，A模型的组合同B模型及其共轭之和通过一种维度减化与拓扑M理论相关。这里，A、B模型的自由度似乎不是同时可观测的，而是具有类似于量子力学中位置与动量的关系。

#### 全纯异常
B模型及其共轭之和出现在上述对偶性中，因为它是希钦形式主义有望描述其低能有效作用的理论。这是因为B模型存在全纯异常，即状态所依赖的复属性虽然在经典上是全纯的，但却受到非全纯量子修正。爱德华·威滕在《弦论中的量子背景独立性》（Quantum Background Independence in String Theory） （页面存档备份，存于）中指出，这种结构类似于复结构空间中发现的几何量子化结构。一旦空间被量子化，只有一半的维度能同时维持交换性，于是自由度数量减半。减半取决于一种任意的选择，即极化。共轭模型包含了缺失的自由度，因此通过对B模型及其共轭模型进行张量计算，可以重新获得所有缺失的自由度，并消除对极化选择的依赖。

### 几何转换
还有一些对偶性把用开弦描述的含D膜构型与用通量取代膜的含膜构型联系起来，并用丢失膜的近视距几何（near-horizon geometry）描述其几何。后者由闭弦描述。
Rajesh Gopakumar与卡姆朗·瓦法在《论规范理论/几何对应》（On the Gauge Theory/Geometry Correspondence） （页面存档备份，存于）中提出的Gopakumar-Vafa对偶性也许是第一个这样的对偶性。它将变形锥形上A模型中3-球上的N个D6膜叠与预解锥形上A模型的闭弦论联系起来，B场等于弦耦合常数的N倍。A模型中的开弦由U(N)陈-西蒙斯理论描述，而A模型上的闭弦论则由凯勒引力描述。
虽说锥形被预解了（resolved），但被吹大的2-球面面积为0，只有B场（通常认为是面积的复数部分）不为0。事实上，由于陈-西蒙斯理论是拓扑的，我们可以将变形3-球的体积缩小为0，从而得到与对偶理论相同的几何。
这种对偶性的镜像对偶是另一种对偶性，将B模型中包裹着预解锥形中2-循环的膜的开弦同B模型中变形锥形上的闭弦相关联。B模型中的开弦由其所处膜上的全纯陈-西蒙斯理论的维数减化描述，而B模型中的闭弦则由小平-斯宾塞引力描述。

### 与其他理论的对偶性

#### 晶体熔化、量子泡沫与U(1)规范理论
安德烈·奥昆科夫、Nicolai Reshetikhin与卡姆朗·瓦法在论文《量子卡拉比-丘与经典晶体》（Quantum Calabi–Yau and Classical Crystals） （页面存档备份，存于）中猜想，温度等于弦耦合常数的倒数时，量子A模型与经典晶体的熔化是对偶的。Amer Iqbal、Nikita Nekrasov、安德烈·奥昆科夫、与卡姆朗·瓦法在《量子泡沫与拓扑弦》（Quantum Foam and Topological Strings） （页面存档备份，存于）中解释了这猜想，他们声称，熔融晶体构型的统计和等同于时空拓扑变化的路径积分，而时空拓扑变化是由面积为弦耦合常数与α'之积的小区域所支持的。
这样由很多小气泡组成的时空的构型可追溯到约翰·惠勒（1964），但很少见于弦论，因为众所周知这种构型很难精确。但在这种对偶性中，作者能用我们熟悉的拓扑扭曲U(1)规范场论描述量子泡沫的动力学，其场强与A模型的凯勒形式呈线性关系。这尤其表明，A模型的凯勒形式应是量子化的。

## 应用
A模型拓扑弦论的振幅可用于计算4、5维中的N=2超对称规范场论的预势（prepotential）。拓扑B模型的振幅（带通量和/或膜）则用于计算4维中N=1超对称规范场论的超势能。A模型的微扰计算也计数了5维中旋转黑洞的BPS态。